# Gymnastiek op de Olympische Zomerspelen 2016 – vloer mannen
De vloer voor de mannen op de Olympische Zomerspelen 2016 in Rio de Janeiro vond plaats op 6 augustus (kwalificatie) en op 14 augustus (finale). De Brit Max Whitlock won het onderdeel voor de Braziliaan Diego Hypolito die het zilver pakte en de Braziliaan Arthur Mariano die het brons won.

## Format
Alle deelnemende turners moesten een kwalificatie-oefening turnen. De beste acht deelnemers gingen door naar de finale. Echter mochten er maximaal twee deelnemers per land in de finale komen. De scores van de kwalificatie werden bij de finale gewist, en alleen de scores die in de finale gehaald werden, telden voor de einduitslag.

## Uitslag

### Finale
- D-score; de moeilijkheidsgraad van de oefening
- E-score; de uitvoeringsscore van de oefening
- Straf; straffen die zijn gegeven door de jury
- Totaal; D-score + E-score - straf geeft de totaalscore

| Rang   | Naam            | Land | D-score | E-score | Straf  | Totaal |
| ------ | --------------- | ---- | ------- | ------- | ------ | ------ |
| Goud   | Max Whitlock    | GBR  | 6.800   | 8.833   |        | 15.633 |
| Zilver | Diego Hypolito  | BRA  | 6.800   | 8.733   |        | 15.533 |
| Brons  | Arthur Mariano  | BRA  | 6.700   | 8.733   |        | 15.433 |
| 4      | Kenzō Shirai    | JPN  | 7.600   | 7.766   |        | 15.366 |
| 5      | Kohei Uchimura  | JPN  | 6.900   | 8.641   | -0.300 | 15.241 |
| 6      | Jacob Dalton    | USA  | 6.700   | 8.433   |        | 15.133 |
| 7      | Kristian Thomas | GBR  | 6.200   | 8.858   |        | 15.058 |
| 8      | Samuel Mikulak  | USA  | 6.600   | 7.833   | -0.100 | 14.333 |